# Bruno Galler
Bruno Galler (Baden, 1946. október 21. –) svájci nemzetközi labdarúgó-játékvezető. Egyéb foglalkozása: tornatanár és sportoktató.

## Pályafutása

### Nemzeti játékvezetés
A játékvezetői vizsgát 1964-ben tette le, 1974-ben került a Svájci labdarúgó-bajnokság játékvezetői közé. Az aktív nemzeti játékvezetéstől 1993-ban vonult vissza.

#### Nemzeti kupamérkőzések

##### Svájci Kupa
A svájci JB elismerve szakmai felkészültségét, több alkalommal is megbízta az egyik elődöntő koordinálásával.
| Időpont         | Helyszín                 | Mérkőzés típusa | Mérkőzés                 | Eredmény | Nézők száma |
| --------------- | ------------------------ | --------------- | ------------------------ | -------- | ----------- |
| 1991. május 7.  | Wankdorf Stadion, Bern   | egyik elődöntő  | BSC Young Boys–FC Zürich | 4 : 1    | 7 000       |
| 1992. május 19. | Charmilles Stadion, Genf | egyik elődöntő  | Servette FC–FC Lugano    | 2 : 4    | 9 300       |

### Nemzetközi játékvezetés
A Svájci labdarúgó-szövetség Játékvezető Bizottsága (JB) terjesztette fel nemzetközi játékvezetőnek, a Nemzetközi Labdarúgó-szövetség (FIFA) 1977-től tartotta nyilván bírói keretében. A FIFA JB központi nyelvei közül a franciát és a németet beszéli. Korának egyik kiemelkedő egyénisége, több nemzetek közötti válogatott és klubmérkőzést vezetett, vagy működő társának partbíróként segített. A svájci nemzetközi játékvezetők rangsorában, a világbajnokság-Európa-bajnokság sorrendjében többedmagával a 4. helyet foglalja el 16 találkozó szolgálatával. Az UEFA által szervezett labdarúgó kupasorozatokban összesen 47 mérkőzést vezetett, amivel a 22. helyen áll. Az aktív nemzetközi játékvezetéstől 1993-ban vonult vissza. Válogatott mérkőzéseinek száma: 20.

#### Labdarúgó-világbajnokság
A világbajnoki döntőhöz vezető úton Spanyolországba a XII., az 1982-es labdarúgó-világbajnokságra, Mexikóba a XIII., az 1986-os labdarúgó-világbajnokságra a FIFA JB játékvezetőként alkalmazta. Selejtező mérkőzéseket az UEFA és a CAF zónákban vezetett. A FIFA JB elvárása szerint, ha nem vezetett, akkor partbíróként tevékenykedett. 1982-ben két csoportmérkőzés közül az egyiken egyes számú besorolást kapott, játékvezetői sérülés esetén továbbvezethette volna a találkozót. Az egyik negyeddöntőben egyes számú besorolással szolgált. Világbajnokságokon vezetett mérkőzéseinek száma: 1 + 3 (partbíró).

##### 1982-es labdarúgó-világbajnokság

###### Selejtező mérkőzés
| Időpont           | Helyszín                    | Mérkőzés típusa           | Mérkőzés             | Eredmény | Nézők száma |
| ----------------- | --------------------------- | ------------------------- | -------------------- | -------- | ----------- |
| 1980. október 11. | Tsirion Stadion, Limassol   | előselejtező (2. csoport) | Ciprus–Franciaország | 0 : 7    | 15 000      |
| 1981. május 30.   | Racecourse Stadion, Wrexham | előselejtező (3. csoport) | Wales–Szovjetunió    | 0 : 0    | 29 366      |

###### Világbajnoki mérkőzés
| Időpont          | Helyszín                  | Mérkőzés típusa              | Mérkőzés   | Eredmény | Nézők száma |
| ---------------- | ------------------------- | ---------------------------- | ---------- | -------- | ----------- |
| 1982. június 20. | El Molinón Stadion, Gijón | csoportmérkőzés (B. csoport) | NSZK–Chile | 4 : 1    | 42 000      |

##### 1986-os labdarúgó-világbajnokság

###### Selejtező mérkőzés
| Időpont           | Helyszín                      | Mérkőzés típusa           | Mérkőzés                   | Eredmény | Nézők száma |
| ----------------- | ----------------------------- | ------------------------- | -------------------------- | -------- | ----------- |
| 1984. október 31. | Stali Stadion, Mielec         | előselejtező (1. csoport) | Lengyelország–Albánia      | 2 : 2    | 24 500      |
| 1985. május 1.    | Windsor Park Stadion, Belfast | előselejtező (3. csoport) | Észak-Írország–Törökország | 2 : 0    | 18 000      |
| 1985. október 18. | Központi Stadion, Algír       | CAF zónadöntő             | Algéria–Tunézia            | 3 : 0    |             |

#### Labdarúgó-Európa-bajnokság
Négy európai-labdarúgó torna döntőjéhez vezető úton Olaszországba a VI., az 1980-as labdarúgó-Európa-bajnokságra, Franciaországba a VII., az 1984-es labdarúgó-Európa-bajnokságra, Német Szövetségi Köztársaságba a VIII., az 1988-as labdarúgó-Európa-bajnokságra és Svédországba a IX., az 1992-es labdarúgó-Európa-bajnokságra az UEFA JB játékvezetőként foglalkoztatta. A 9. labdarúgó-Európa-bajnokság döntőjét, második svájciként vezethette.

##### 1980-as labdarúgó-Európa-bajnokság

###### Selejtező mérkőzés
| Időpont        | Helyszín                      | Mérkőzés típusa           | Mérkőzés                | Eredmény | Nézők száma |
| -------------- | ----------------------------- | ------------------------- | ----------------------- | -------- | ----------- |
| 1979. május 1. | Municipal Stadion, Luxembourg | előselejtező (5. csoport) | Luxemburg–Csehszlovákia | 0 : 3    | 4 030       |

##### 1984-es labdarúgó-Európa-bajnokság

###### Selejtező mérkőzés
| Időpont           | Helyszín             | Mérkőzés típusa           | Mérkőzés            | Eredmény | Nézők száma |
| ----------------- | -------------------- | ------------------------- | ------------------- | -------- | ----------- |
| 1983. október 12. | Népstadion, Budapest | előselejtező (3. csoport) | Magyarország–Anglia | 0 : 3    | 19 956      |

##### 1988-as labdarúgó-Európa-bajnokság

###### Selejtező mérkőzés
| Időpont            | Helyszín                      | Mérkőzés típusa           | Mérkőzés                | Eredmény | Nézők száma |
| ------------------ | ----------------------------- | ------------------------- | ----------------------- | -------- | ----------- |
| 1986. október 15.  | Marcel Saupin Stadion, Nantes | előselejtező (5. csoport) | Magyarország–Hollandia  | 0 : 1    | 20 000      |
| 1987. április 1.   | Práter Stadion, Bécs          | előselejtező (1. csoport) | Ausztria–Spanyolország  | 2 : 3    | 31 342      |
| 1987. december 16. | Atatürk Stadion, İzmir        | előselejtező (4. csoport) | Törökország–Jugoszlávia | 2 : 3    | 4 657       |

###### Európa-bajnoki mérkőzés
| Időpont          | Helyszín                    | Mérkőzés típusa              | Mérkőzés          | Eredmény | Nézők száma |
| ---------------- | --------------------------- | ---------------------------- | ----------------- | -------- | ----------- |
| 1988. június 17. | Müngersdorfer Stadion, Köln | csoportmérkőzés (A. csoport) | Olaszország–Dánia | 2 : 0    | 53 951      |

##### 1992-es labdarúgó-Európa-bajnokság

###### Selejtező mérkőzés
| Időpont            | Helyszín                    | Mérkőzés típusa           | Mérkőzés                | Eredmény | Nézők száma |
| ------------------ | --------------------------- | ------------------------- | ----------------------- | -------- | ----------- |
| 1990. november 17. | Qemal Stafa Stadion, Tirana | előselejtező (1. csoport) | Albánia–Franciaország   | 0 : 1    | 12 972      |
| 1991. október 12.  | Lenin Stadion, Moszkva      | előselejtező (3. csoport) | Szovjetunió–Olaszország | 0 : 0    | 92 000      |

###### Európa-bajnoki mérkőzés
| Időpont           | Helyszín                     | Mérkőzés típusa | Mérkőzés   | Eredmény | Nézők száma |
| ----------------- | ---------------------------- | --------------- | ---------- | -------- | ----------- |
| 1992. június 26.. | Nya Ullevi Stadion, Göteborg | döntő           | Dánia–NSZK | 2 : 0    | 38 700      |

#### Nemzetközi kupamérkőzések
Vezetett kupadöntők száma: 2.

##### UEFA-kupa
Kiegyensúlyozott szakmai felkészültségét elismerve az UEFA JB több alkalommal is megbízta valamelyik labdarúgó tornájának döntő találkozójának koordinálására.
| Időpont        | Helyszín                                | Mérkőzés típusa | Mérkőzés                            | Eredmény | Nézők száma |
| -------------- | --------------------------------------- | --------------- | ----------------------------------- | -------- | ----------- |
| 1984. május 9. | Constant Vanden Stock Stadion, Brüsszel | döntő           | RSC Anderlecht–Tottenham Hotspur FC | 1 : 1    | 40 000      |

##### Kupagyőztesek Európa-kupája
| Időpont        | Helyszín                     | Mérkőzés típusa | Mérkőzés                    | Eredmény | Nézők száma |
| -------------- | ---------------------------- | --------------- | --------------------------- | -------- | ----------- |
| 1990. május 9. | Nya Ullevi Stadion, Göteborg | döntő           | UC Sampdoria–RSC Anderlecht | 2 : 0    | 20 103      |

## Szakmai sikerek
Az IFFHS (International Federation of Football History & Statistics)  1987-2011 évadokról tartott nemzetközi szavazásán 151, játékvezető besorolásával minden idők 65, legjobb bírójának rangsorolta, holtversenyben Szaíd Belkola, Antonio López Nieto társaságában. A 2008-as szavazáshoz képest 27 pozíciót hátrább lépett.